# Francisco Cañete (arquitecto)
Francisco Cañete (Cádiz, España), fue un alarife y maestro mayor de obras de Buenos Aires del periodo de la Independencia Argentina, entre otras obras, autor de la Pirámide de Mayo.

## Biografía

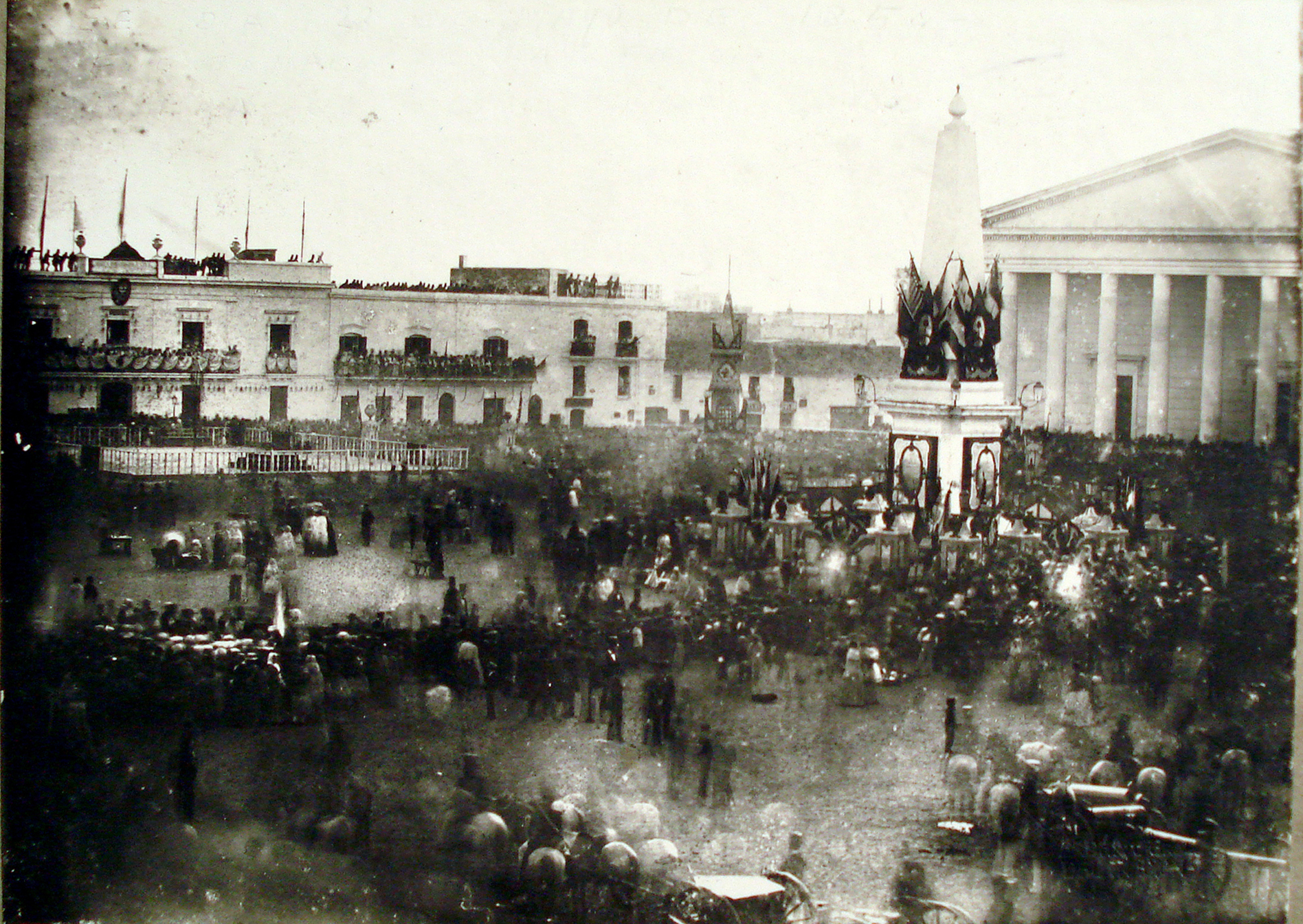
Jura de la Constitución de Buenos Aires (1854) Daguerrotipo atribuido a Charles Fredricks. En la imagen se puede ver la pirámide original antes de los cambios de 1856.

En 1800 fue nombrado para dirigir la Escuela de Dibujo creada por Manuel Belgrano, pero debido a que fue suspendida no pudo asumir el cargo.
En 1804 realizó un escudo para la Casa de la Real Audiencia de Buenos Aires. En 1805 dirigió las obras de la Casa de Comedias y proyectó y construyó la sede del Real Consulado de Buenos Aires. 
En 1808 dirigió las obras para la construcción de la fachada del templo de la Basílica de San Francisco.

### La Pirámide de Mayo
A partir del 5 de abril de 1811, el Cabildo de Buenos Aires se propuso desarrollar un programa de festejos para conmemorar el primer año del primer gobierno criollo, y surgió la idea de construir una pirámide u obelisco alegórico en plaza de la Victoria (lado oeste de la actual Plaza de Mayo), encomendándosele la tarea a Cañete.
Para la construcción de la pirámide, teniendo en cuenta los pedidos del gobierno, se decidió por hacer, una obra económica y estable, que permitiese en el futuro ser adornada con guirnaldas carteles y banderas para los días de festejos, tal como se acostumbraba en su época. 
Tuvo que abandonar la construcción del Coliseo de las Comedias para poder terminar a tiempo, es decir, para la celebración del 25 de mayo de 1811. Comenzó la excavación el 6 de abril y construyó la obra dejando hueco todo el tronco piramidal de manera que se pudiese trabajar en su construcción del exterior al interior y viceversa. De esa manera ganó tiempo y ahorró las dos terceras partes de los ladrillos. Para reforzar el interior decidió colocar una pieza u objeto de madera dura en su cavidad interna. La obra terminada estaba emplazada sobre un zócalo con dos gradas, un pedestal con cuatro ángulos entrantes y una cornisa volada en derredor. Un vaso decorativo de tierra cocida remataba en lo alto, y alcanzaba así los 14,92 metros de altura. Rodeaba a la obra una reja sostenida por doce pilastras de mampostería que concluían en perillas de terracota.
En 1856 fue modificada por Prilidiano Pueyrredón y se le dio más altura y anchura con la forma que tiene hoy en día, al construirla sobre la hecha por Cañete. Joseph Dubourdieu creó además la imagen de la Libertad que ostenta en su cúspide.